# Бошко Десница
Бошко Десница (Обровац, 4. јануар 1886 — Обровац, 1. април 1945) био је српски правник, историчар и публициста.

## Биографија
Бошко Десница је рођен 4. јануара 1886. године у Обровцу у Аустријском царству у имућној трговачкој породици. Родитељи су му били Владимир и Олга, дјевојачко Јанковић.
Он је основно образовање завршио у родном мјесту. Класичну гимназију је завршио у Задру, гдје се настава спроводила на италијанском језику.
У Беч на правне студије је отишао 1904, а завршио их је 1912. године.
Послије Првог свјетског рата италијанске власти га почетком јануара 1919. године интернирају на Сардинију, због залагања за стварање Југославије. Након повратка постаје адвокат у Обровцу.
Темељно је истраживао бројна документа у архивима у Задру и Шибенику. Захваљујући његовом раду сачувани су бројне дјела епске поезије ускока.
Кроз истраживачки и архивски рад је открио буну попа Петра Јагодића Куриџе, о коме је написао научни рад.
Са Ником Новаковићем Лонгом је сарађивао од 1938. до 1939. са циљем политичког окупљавање Срба са подручја сјеверне Далмације под слоганом „Срби на окуп”. Са италијанским властима у Сплиту је сарађивао 1941. године, а водио је преговоре са Илијом Трифуновићем Бирчанином 1942. године о политичким питањима везаним за Србе у Далмацији. Послије капитулације Италије 1943. године, придружио се партизанском покрету. Од 1944. до смрти налазио се на положају директора Државног архива у Задру.
Имао је сина Стојана Десницу, адвоката.
Преминуо је 1. априла 1945. године у Обровцу.